# Нуньес, Эслинда
Эслинда Нуньес (Санта-Клара, 27 декабря 1943) — кубинская актриса кино и телевидения. В 2011 году получила Национальную кинопремию.

## Биография
Эслинда Нуньес родилась 27 декабря 1943 года в городе Санта-Клара, посреди острова Куба, в 280 км от столицы Гаваны. Родители — Селия (домохозяйка) и Чиро (водитель автобуса). С 1950 по 1954 год она жила в Сагуа-ла-Гранде, куда её отец переехал на работу. В подростковом возрасте сочиняла стихи и писала картины, но не стала развивать эти навыки. В Санта-Кларе Эслинда училась в средней школе и старшей школе.
В возрасте 14 лет завязала отношения с Мануэлем Эррерой (который впоследствии стал кинорежиссёром). В 1960 году Эррера переехал жить в Гавану, нанявшись в ICAIC помощником режиссёра. В 1961 году они поженились в Санта-Кларе и переехали в Гавану.
В Гаванском университете поступила на отделение латиноамериканской литературы и испанского языка. Позднее поступила на учёбу в драматическую академию Teatro Estudio.
Первой пьесой, в которой она сыграла, была «Наш город» Торнтона Уайлдера.
В 1962 году поступила на работу актрисой в Музыкальный театр Гаваны, которым руководил мексиканец Альфонсо Арау, как певица, актриса и танцовщица. В том же году дебютировала в кино в кубино-французском фильме «Другой Христофор» режиссёра Арманда Гатти. Параллельно ведет свою театральную и кинематографическую карьеру.
В бывшем СССР известна как исполнительница роли Исидоры в вестерне «Всадник без головы».

## Фильмография[5]
- 1963: Другой Кристобаль, режиссёр Арман Гатти (Франция).
- 1963: Для кого танцует Гавана (Para quién baila La Habana), режиссёр Владимир Чех.
- 1968: Лусия, режиссёр Умберто Солас.
- 1968: Воспоминания о неразвитости, режиссёр Томас Гутьеррес Алеа.
- 1969: Первый заряд мачете (La primera carga al machete), режиссёр Мануэль Октавио Гомес.
- 1972: Всадник без головы (СССР), режиссёр Владимир Вайншток.
- 1972: Один ноябрьский день (Un día de noviembre), режиссёр Умберто Солас.
- 1974: Скоро в этом зале (Próximamente en esta sala, Мексика), режиссёр Серхио Гарсия .
- 1976: Мина, ветер свободы (Mina, viento de libertad), режиссёр Антонио Эсейса.
- 1979: Нет субботы без солнца (No hay sábado sin sol), режиссёр Мануэль Эррера.
- 1980: Они есть… или их нет (Son... o no son), режиссёр Хулио Гарсия Эспиноса.
- 1981: Сесилия, режиссёр Умберто Солас, в роли Изабель Линчета[6].
- 1983: Амада, режиссёр Умберто Солас.
- 1986: Капабланка, режиссёр Мануэль Эррера.
- 1986: Партнер Бога (El socio de Dios, Перу), режиссёр Федерико Гарсия .
- 1990: Прозрачная женщина (Mujer transparente) или Cuento Laura, режиссёр Ана Родригес.
- 1997: Мамби (Испания), режиссёры Сантьяго и Теодоро Риос.
- 2001: Часть моей души (Parte de mi alma, короткометражный фильм), режиссёр Гильермо Сентено.
- 2005: Танцуя ча-ча-ча (Bailando cha cha chá), режиссёр Мануэль Эррера.
- 2005: Viva Cuba, режиссёр Хуан Карлос Кремата.
- 2005: Мой кавалер из Парижа (Mi caballero de París), режиссёр Консуэло Рамирес.
- 2006: Стена, режиссёр Алехандро Хиль.
- 2008: Неподвижный путешественник (El viajero inmóvil), режиссёр Томас Пиар.
- 2012: Эстер где-то (Esther en alguna parte), режиссёр Херардо Чихона[7].